# Untitled Unmastered
Untitled Unmastered (estilizado como untitled unmastered.) é a primeira coletânea musical do cantor de hip hop estadunidense Kendrick Lamar. O álbum foi lançado em 4 de março de 2016, pelas editoras discográficas Top Dawg, Aftermath, e Interscope, o disco consiste em canções compostas e gravadas pelo rapper durante as sessões de gravação de seu terceiro álbum de estúdio To Pimp a Butterfly (2015).

## Antecedentes e lançamento

### Antecedentes
Em dezembro de 2014, antes do lançamento de To Pimp a Butterfly, Kendrick apresentou uma faixa sem título no talk show The Colbert Report, e em janeiro de 2016 outra faixa sem título foi performada pelo rapper no talk show The Tonight Show Starring Jimmy Fallon. Depois de sua aclamada apresentação na entrega do Grammy Awards, aonde apresentou mais uma faixa sem título, o artista revelou um projeto com canções inéditas gravadas durante as sessões de seu último álbum de estúdio.

### Lançamento
Untitled Unmastered surgiu pela primeira vez no Spotify em 3 de Março de 2016, mas sem uma data de lançamento aparente. O projeto foi lançado oficialmente no iTunes Store no dia 4 de março de 2016. O disco tem 34 minutos de duração e dispõe de oito faixas sem título (Untitled), e cada uma com uma data no fim. Estas datas indicam que as canções foram escritas e gravadas em vários pontos entre 2013 e 2016. Mais tarde naquele dia, Lamar confirmou que as faixas foram canções inacabadas de To Pimp a Butterfly.

## Recepção

### Crítica
O álbum recebeu aclamação da critica especializada, sendo considerado um dos melhores álbuns de 2016 em todos os gêneros.

### Comercial
untitled unmastered. estreou no topo da Billboard 200, vendendo 142,084 copias. O álbum marcou o segundo lançamento do rapper a estrear na liderança da Billboard 200 em menos de um ano. Na segunda semana o disco vendeu  26,830 no país de origem. Até 30 de março de 2016 untitled unmastered. vendeu 182,000 no Estados Unidos.

## Faixas
| untitled unmastered. — Edição padrão no Estados Unidos |                             |                    |                                                          |         |  |
| N.º                                                    | Título                      | Compositor(es)     | Produtor(s)                                              | Duração |  |
| 1.                                                     | "untitled 01 l 08.19.2014." | Kendrick Duckworth | DJ Spinz Hit-Boy                                         | 4:07    |  |
| 2.                                                     | "untitled 02 l 06.23.2014." | Kendrick Duckworth | Cardo Yung Exclusive                                     | 4:18    |  |
| 3.                                                     | "untitled 03 l 05.28.2013." | Kendrick Duckworth | Astronote                                                | 2:34    |  |
| 4.                                                     | "untitled 04 l 08.14.2014." | Kendrick Duckworth | Nard & B Bizness Boi                                     | 1:50    |  |
| 5.                                                     | "untitled 05 l 09.21.2014." | Kendrick Duckworth | Nard & B                                                 | 5:38    |  |
| 6.                                                     | "untitled 06 l 06.30.2014." | Kendrick Duckworth | Adrian Younge Ali Shaheed Muhammad                       | 3:28    |  |
| 7.                                                     | "untitled 07 l 2014 - 2016" | Kendrick Duckworth | Egypt Daoud Cardo Yung Exclusive Frank Dukes Swizz Beatz | 8:16    |  |
| 8.                                                     | "Untitled 08 l 09.06.2014." | Kendrick Duckworth | DJ Khalil                                                | 3:55    |  |
| Duração total:                                         | Duração total:              | Duração total:     | Duração total:                                           | 34:09   |  |

## Desempenho nas paradas

### Gráficos semanais
| Paradas (2016)                          | Melhor posição |
| --------------------------------------- | -------------- |
| Alemanha (Offizielle Deutsche Charts)   | 45             |
| Bélgica (Ultratop Flandres)             | 11             |
| Bélgica (Ultratop Valônia)              | 73             |
| Estados Unidos (Billboard 200)          | 1              |
| Estados Unidos (Top R&B/Hip Hop Albums) | 1              |
| Irlanda (IRMA)                          | 9              |
| Nova Zelândia (RMNZ)                    | 5              |
| Países Baixos (Dutch Charts)            | 9              |
| Reino Unido (Official Albums Chart)     | 7              |
| Reino Unido (UK R&B Albums Chart)       | 2              |